# Reynoldsiella parallela
Reynoldsiella parallela es una especie de coleóptero de la familia Mordellidae.

## Distribución geográfica
Habita en Venezuela.